# Mlynická dolina
Die Mlynická dolina (deutsch Mühlbachtal oder Mlinicatal, ungarisch Malompataki-völgy oder Mlinica-völgy, polnisch Dolina Młynicka) ist ein Tal in der Slowakei auf der südlichen Seite der Hohen Tatra. Es ist ein etwa sechs Kilometer langes, terrassenartiges Kartal mit der dominanten Erhebung des 2381 m n.m. hohen Bergs Štrbský štít am Nordende.

## Abgrenzung
Das Tal grenzt, getrennt durch die Hauptachse des Seitengrats von Kriváň, an zwei Täler im Talsystem der Kôprová dolina, Nefcerka und Hlinská dolina im Nordwesten und Norden, an den Hochgebirgskessel Hincova kotlina und das Tal Mengusovská dolina im Nordosten und Osten, getrennt von diesen durch den Seitengrat Hrebeň bášt. Im Westen erhebt sich der Seitengrat Solisko auf dem Weg ins Tal Furkotská dolina.

## Gewässer

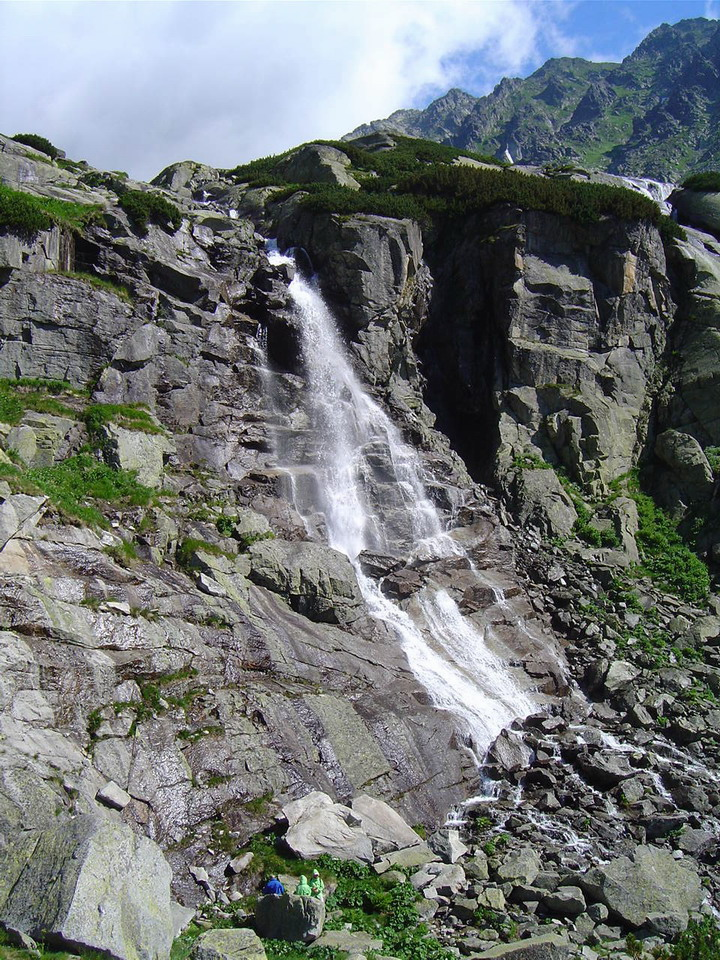
Der Wasserfall Skok

Das einzige Fließgewässer ist die Mlynica, die durch den Bergsee Pleso nad Skokom verläuft, bevor sie durch den ca. 30 Meter hohen Wasserfall Skok passiert, den kleineren Bergsee Pleso pod Skokom speist und weiter Richtung Štrbské Pleso fließt. Im Nordteil des Tals befinden sich folgende Bergseen: Nižné Volie pliesko, Vyšné Volie pliesko, Malé Kozie pleso, Nižné Kozie pleso, Vyšné Kozie pleso, Capie pleso und als nördlichster Bergsee Okrúhle pleso. Am Südende des Tals liegt der bekannte Bergsee Štrbské pleso und der künstlich angelegte Nové Štrbské pleso.

## Name und Geschichte
Der Name des Tales ist vom Namen des Flusses übernommen worden. Das Wort Mlynická (f.) ist ein Adjektiv zum Wort mlynica, das im Slowakischen einen Bach, der durch eine Mühle fließt und das Mühlrad antreibt, bezeichnet und somit dem deutschen Mühlbach entspricht. Obwohl die Bachkaskaden in der Volksfantasie mit dem Abschlägen eines Mühlkanals verglichen wurden, der Name selbst entstand außerhalb im südlichen Vorgebirge, wo es tatsächlich Wassermühlen in Orten wie Štrba oder Lučivná gab. Im 19. Jahrhundert waren auch die Namen Csorbaer Tal (deutsch), Dolina Szczyrbska (polnisch), Štrbská dolina (slowakisch) und Csorbai-völgy (ungarisch) wegen der Zugehörigkeit zur Gemeinde Štrba verbreitet.
Schon lange vor dem Aufkommen des Tourismus im 19. Jahrhundert besuchten Bergleute, Hirten, Jäger und Kräutler das Tal. 1267 erhielt der Graf böhmischen Ursprungs Bogomel das Tal durch einen Schenkungsakt von Béla IV. Nach der Gründung des Tatraortes Štrbské Pleso im Jahr 1872 durch den Gutsbesitzer Jozef Szentiványi begann die touristische Entwicklung, obwohl keine genauen Angaben über die ersten Touristen in der Mlynická dolina bekannt sind. Von 1913 bis 1918 organisierte der Ungarische Karpathenverein Skiausflüge, während des Ersten Weltkrieges führte die k. u. k. Armee hier Skiausbildungskurse durch.
1899 ließ Szentiványi den alten Pfad zum Bergsee Pleso nad Skokom zu einem Wanderweg ausbauen, 1934–1935 verlängerte der Klub Tschechoslowakischer Touristen den Weg über den Sattel Bystré sedlo ins Tal Furkotská dolina. Im Tal selbst wurde keine Berghütte erbaut, die nächste ist die 1944 eröffnete Chata pod Soliskom am Südhang von Predné Solisko.
Am 25. Juni 1979 verunglückte unweit von Capie pleso ein Hubschrauber des Bergrettungsdiensts, beim Unfall kamen sieben Bergretter ums Leben. An der Unfallstelle steht eine Gedenktafel.

## Tourismus

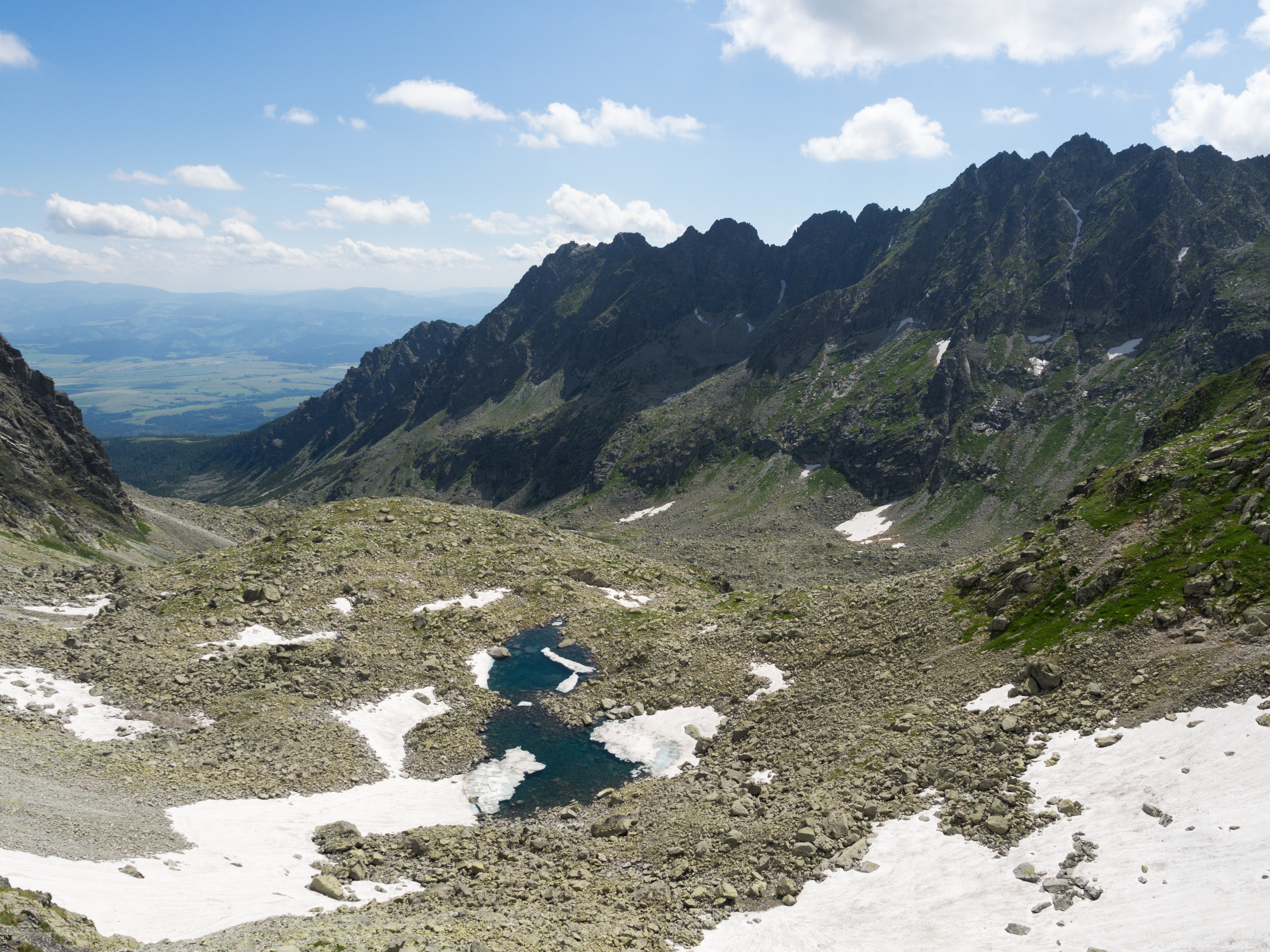
Bergsee Vyšné Kozie pleso und Seitengrat Solisko

Dank der Nähe des Tatraortes Štrbské Pleso gehört die Mlynická dolina zu den meistbesuchten Tälern der slowakischen Hohen Tatra. Durch das Tal verläuft ein gelb markierter Weg von Štrbské Pleso heraus über den Wasserfall Skok zum ca. 2300 m n.m. hohen Sattel Bystrá lávka am Übergang ins Tal Furkotská dolina und zurück nach Štrbské Pleso. Nur am westlichen Rand führt ein blau markierter Weg zur Berghütte Chata pod Soliskom. In Štrbské Pleso besteht ein Anschluss an den rot markierten Wanderweg Tatranská magistrála.